# Guillaume Le Gris du Val
Pour les articles homonymes, voir Legris et Duval.
Guillaume François Le Gris du Val, né le 22 mai 1767 à  Landerneau, mort le 23 mai 1803 à Saint-Gilles-du-Mené, est un officier chouan pendant la Révolution française.

## Chouannerie
Guillaume Le Gris du Val est le fils de Pierre Marie Le Gris, sieur du Val, négociant, miseur de la communauté, conseiller du roi, maire de Landerneau et d'Émilie Louise Joseph Marie Ollitrault, dame de Kermarec. Il épouse sa cousine Louise Marie Anne Le Texier de Boscenit, dont la sœur cadette Élisabeth Olive Le Texier de Boscenit épousa elle aussi un chef chouan le 5 juillet 1788 monsieur François Marie de Kérigant (1762-?).
Lieutenant de Boishardy, il lui succéda après sa mort en 1795 à la tête de la division de Lamballe-Montcontour. 
Emprisonné par les républicains en 1797 et 1798, il finit par être libéré. Lorsque la guerre reprit en 1799, il combattit sous les ordres de Pierre-Mathurin Mercier, dit la Vendée et participa à la prise de Saint-Brieuc. 
Il déposa les armes en 1800.
Legris-Duval devint après sa reddition une victime des derniers chouans (Dujardin, René Duros). Dujardin commet un vol chez lui le 4 avril 1801 et tente de l'assassiner le 4 juin 1802.
Correspondance du capitaine Thomas au préfet des Côtes-du-Nord :
"[...]Dujardin avec huit brigands, s'est porté dans la nuit du onze au douze au château de Bosceny, commune de Saint Gilles du Méné, il y a tenté embuscade, jusqu'au moment où Duval Legris et Carfort de Saint Brieuc sont sortis du château, alors il a fait une décharge de mousqueton sur ces deux individus, qui se sont sauvés dans les campagnes. Duval Legris a été légèrement blessé[...]".
Il est possible que Dujardin ait tenu Le Gris du Val pour responsable du meurtre de Mercier la Vendée, les deux hommes étaient en effet rivaux pour le commandement des Côtes-du-Nord. Legris-Duval est aussi "coupable" d'avoir sollicité un poste de fonctionnaire.

## Décès
Le Gris-Duval mourut en 1803 au château de Bocenit à Saint-Gilles-du-Mené.